# Рыкачев, Дмитрий Петрович
Дмитрий Петрович Рыкачев (1807—1888) — капитан-лейтенант Российского императорского флота, участник Наваринского сражения.

## Биография
Дмитрий Рыкачев родился 7 июля 1807 года; происходил из старинного дворянского рода, имевшего жалованные поместья в Ярославской, Тверской и Тамбовской губерниях; внук генерал-майора М. И. Рыкачева, брат морских офицеров Владимира и Александра Рыкачевых. Отец — Пётр Маркович Рыкачёв, служил ротмистром в Сумском гусарском полку и участвовал в Суворовских походах, мать — Марья Андреевна (урождённая Авинова) была дочерью рязанского помещика.
С 18 марта 1817 года воспитывался, как и братья, в Морском кадетском корпусе, в мае 1820 года был произведён в гардемарины.
22 февраля 1823 года Дмитрий Петрович Рыкачев был произведён в мичманы и на фрегате «Патрикий» крейсировал в Балтийском море. 
В 1824—1825 гг. Д. П. Рыкачев на брандвахтенном транспорте Балтийского флота Российской империи «Невка» плавал между Свеаборгом и Гангутом.
В 1827 году на линейном корабле «Гангут», находившемся под командой капитана 2 ранга Александра Павловича Авинова, перешёл от Кронштадта до Портсмута, а оттуда в Средиземное море в эскадру контр-адмирала Логина Петровича Гейдена, где принял участие в Наваринском сражении между соединённой эскадрой России, Англии и Франции, с одной стороны, и турецко-египетским флотом — с другой; в ходе этой битвы Рыкачев был ранен осколком коечных сеток в плечо, получив в награду за мужество орден Святой Анны 3-й степени с бантом.
22 февраля 1828 года Дмитрий Петрович Рыкачев был произведен в лейтенанты и возвратился в Кронштадт. 
Переведенный 27 сентября 1828 года в Морской кадетский корпус, Рыкачев в 1829 году на фрегате «Урания» совершал с кадетами рейсы между Санкт-Петербургом и Кронштадтом.
18 декабря 1828 года Рыкачев был уволен от службы по состоянию здоровья с чином капитан-лейтенанта Российского императорского флота. 
Дмитрий Петрович Рыкачев умер в мае 1888 года в городе Рязани.